# Peter Markovič
Peter Markovič, slovenski slikar, * 6. julij 1858, Rožek, † 27. februar 1929.
Markovič se je učil podobarstva pri F. Ozbiču v Celovcu in se seznanil z akademskim kiparjem A. Progarjem. Potem je šel v Poljane nad Škofjo Loko v Šubičevo delavnico. Od J. Šubica se je naučil harmonije barv in mu bil za model za sliko sv. Antona Padovanskega (shranjena v Narodni galeriji v Ljubljani). Po odhodu J. Šubica v Kaiserslautern se je Markovič vrnil v Rožek, kjer je dobival naročila za večja slikarska dela, npr. v Štebnu pri Beljaku, v Hodišah (2 stranska oltarja), na Kostanjah, v Pečnici (cerkev), v Šent Vid v Podjuni (3 gotske oltarje) itd. Po priporočilu ravnatelja in profesorja Pazdireka v Beljaku je odšel na dunajsko akademijo, kjer je bil učenec prof. Allemanda. Po končanem študiju se je nastanil v Rožeku. V cerkvi v Šent Jakobu v Rožu je ustvaril dve stenski sliki: Jezusa prijatelja otrok in Zadnjo večerjo; v Kapli v Rožu sv. Jožefa; v Železni Kapli oltarno sliko sv. Rozalije; v Št. Lenartu pri Sedmih studencih križev pot in 2 postni sliki; na Perovi pri Beljaku cerkveni strop in na Jezerskem župno cerkev sv. Ožbolta. V ljubljanski škofiji je naslikal: za Moravče Mater Božjo pod križem, Stigmatizacijo sv. Frančiška (1902) in sv. Alojzija; za Rova je napravil sliko sv. Katarine.  V lavantinski škofiji je poslikal cerkev v Zavodnjem, cerkev sv. Križa pri Rogaški Slatini in v Brestanici in za župno cerkev Sela pri Slovenj Gradcu naslikal Kristusa na križu z žalujočo sv. Magdaleno. Leta 1920 je naslikal v Bedekovčini pri Krapini 15 fresk in 3 slike v temperi. Slikal je tudi v Mariji Bistrici, slavni hrvaški božji poti. Na Koroškem je poslikal še župno cerkev v Rožeku z Jezusovim rojstvom  ter ustvaril nekaj portretov raznih rodoljubov, med temi 2 portreta škofa Slomška.